# Гомотопическая теория типов
Гомотопическая теория типов (HoTT, от англ. homotopy type theory) — математическая теория, особый вариант теории типов, снабжённый понятиями из теории категорий, алгебраической топологии, гомологической алгебры; базируется на взаимосвязи между понятиями о гомотопическом типе пространства, высших категориях и типах в логике и языках программирования.
Унивалентные основания математики — программа построения средствами гомотопической теории типов универсального формального языка, являющегося конструктивными основаниями для современных разделов математики и обеспечивающего возможность автоматической проверки правильности доказательств на компьютере. Инициирована Владимиром Воеводским в конце 2000-х годов; толчком к более широкому интересу к унивалентным основаниям послужила написанная Воеводским библиотека формализованной математики «Foundations», ставшая к середине 2010-х годов частью библиотеки UniMath и послужившая основой для многих других библиотек; в рамках программы большим коллективом математиков была написана книга.
Математическое доказательство в гомотопической теории типов состоит в установлении «обитаемости» необходимого типа, то есть, в построении выражения соответствующего типа. Использование систем автоматического доказательства для теории эксплуатирует идею изоморфизма Карри — Ховарда, а благодаря математическому содержанию, вложенному в теоретико-типовые понятия, на формальном языке теории удаётся выразить и проверить достаточно сложные результаты из абстрактных разделов математики, которые ранее считались не формализуемыми программными средствами.
Ключевая идея теории — аксиома унивалентности, постулирующая равенство объектов, между которыми может быть установлена эквивалентность, то есть, в гомотопической теории типов как равные рассматриваются изоморфные, гомеоморфные, гомотопически эквивалентные структуры; эта аксиома отражает важные свойства интерпретации высшей категории, а также обеспечивает техническое упрощение формального языка.

## История
Идея использования интуиционистской теории типов Пера Мартин-Лёфа для формализации высших категорий восходит к работе Михая Маккаи (венг. Makkai Mihály), в которой была построена система FOLDS (англ. first-order logic with dependent sorts). Ключевым отличием унивалентных оснований от идей Маккаи является принцип, согласно которому фундаментальными объектами математики являются не высшие категории, а высшие группоиды. Поскольку высшие группоиды отвечают по соответствию Гротендика гомотопическим типам, можно сказать, что математика, с точки зрения унивалентных оснований, изучает структуры на гомотопических типах. Возможность прямого использования теории типов Мартин-Лёфа для описания структур на гомотопических типах является следствием построения Воеводским унивалентной модели теории типов. Построение этой модели требовало решения многочисленных технических проблем связанных с так называемыми свойствами когерентности и, хотя основные идеи унивалентных оснований были сформулированны им в 2005—2006 годы, полная унивалентная модель в категории симплициальных множеств появилась только в 2009 году. В те же годы, что и эти исследования Воеводского, велись и другие работы по изучению различных связей между теорией типов и теорией гомотопий, в частности, одним из исторически важных событий, собравшим учёных, работавших в этом направлении, стал семинар в Уппсале в ноябре 2006 года.
В феврале 2010 года Воеводский начал создавать библиотеку на Coq, выросшую впоследствии в совместно разрабатываемую широким кругом учёных «библиотеку унивалентных оснований».
По инициативе Воеводского, 2012—2013 академический год в Институте перспективных исследований был объявлен «годом унивалентных оснований», в сотрудничестве с Ауди и Коканом была открыта специальная исследовательская программа и в её рамках группа из математиков и специалистов по информатике работали над развитием теории. Одним из результатов года стало совместное создание участниками шестисотстраничной книги «Гомотопическая теория типов: унивалентные основания математики», выложенной на сайте программы в свободный доступ под лицензией CC-SA; для совместной работы над книгой был создан проект на GitHub.
Участники программы, представленные во введении к книге:
- Торстен Альтенкирх (англ. Thorsten Altenkirch)
- Бенедикт Аренс (Benedikt Ahrens)
- Стив Ауди (англ. Steve Awodey)
- Брюно Баррас (Bruno Barras)
- Андрей Бауер (словен. Andrej Bauer)
- Марк Безем (Marc Bezem)
- Ив Берто (Yves Bertot)
- Бенно ван ден Берг (Benno van den Berg)
- Владимир Воеводский
- Дэниэл Грейсон (Daniel Grayson, создатель системы компьютерной алгебры Macaulay2[англ.])
- Андре Жуайяль (фр. André Joyal)
- Тьерри Кокан
- Дэн Ликата (Dan Licata)
- Питер Лумсдейн (Peter Lumsdaine)
- Пер Мартин-Лёф
- Ассайя Махбуби (Assia Mahboubi)
- Сергей Мелихов
- Альваро Пелайо (Alvaro Pelayo)
- Эндрю Полонский (Andrew Polonsky)
- Матье Созо (Matthieu Sozeau)
- Бас Спиттерс (Bas Spitters)
- Майкл Уоррен (Michael Warren)
- Эрик Финстер (Eric Finster)
- Ноам Цейльбергер (Noam Zeilberger)
- Майкл Шульман (англ. Michael Shulman)
- Питер Эксел (англ. Peter Aczel)
- Юго Эрбелен (Hugo Herbelin, менеджер проекта разработки Coq)

Кроме того, во введении указано, что значительный вклад внесли также шестеро студентов, а также отмечен вклад более 20-ти учёных и практиков, посетивших в течение «года унивалентых оснований» Институт высших исследований (среди которых создатель семантики λ-исчисления Дана Скотт и разработчик формализаций на Coq доказательств задачи о четырёх красках и теоремы Фейта — Томпсона Жорж Гонтье). Книга построена из двух частей — «Основания» и «Математика», в первой части излагаются основные положения и определяется инструментарий, во второй — строятся реализации введёнными средствами теории гомотопий, теории категорий, теории множеств, вещественных чисел.

## Основные положения
Теория основывается на интенсиональном варианте интуиционистской теории типов Мартин-Лёфа и использует интерпретацию типов как объектов теории гомотопий и высших категорий. Так, с этой точки зрения отношение принадлежности точки пространству {\displaystyle a\in A} рассматривается как терм соответствующего типа: {\displaystyle a:A}, расслоение с базой {\displaystyle X} — как зависимый тип {\displaystyle A(x)}. При этом отпадает необходимость представлять пространства в виде множеств точек, снабжённых топологией, и представлять непрерывные отображения между пространствами — как функции сохраняющие или отражающие соответствующие поточечные свойства пространств. Гомотопическая теория типов рассматривает пространства-типы и термы этих типов (точки) как элементарные понятия, а конструкции над пространствами, такие как гомотопии и расслоения, — как зависимые типы.
В формальном построении теории типов используется тип-универсум {\displaystyle {\mathcal {U}}_{0}}, термы которого — все прочие неуниверсальные («малые») типы, далее строятся типы {\displaystyle {\mathcal {U}}_{1},{\mathcal {U}}_{2},\dots } такие, что {\displaystyle U_{i}:U_{i+1}}, притом все термы типа {\displaystyle {\mathcal {U}}_{i}} также являются термами типа {\displaystyle {\mathcal {U}}_{i+1}}. Зависимые типы (семейства типов) определяются как функции {\displaystyle B:A\to {\mathcal {U}}}, кообласть которых — некоторый тип-универсум.
В гомотопической теории типов существует несколько способов конструирования новых типов из уже имеющихся. Базовые примеры такого рода — {\displaystyle {\boldsymbol {\Pi }}}-типы (зависимые функциональные типы, типы-произведения) и {\displaystyle {\boldsymbol {\Sigma }}}-типы (зависимые типы-суммы). Для данного типа {\displaystyle A:{\mathcal {U}}} и семейства {\displaystyle B:A\to {\mathcal {U}}} можно построить тип {\displaystyle {\boldsymbol {\Pi }}_{x:A}B(x)}, термы которого — функции, кообласть которых зависит от элемента области определения (геометрически такие функции можно представлять как сечения некоторого расслоения), а также тип {\displaystyle {\boldsymbol {\Sigma }}_{x:A}B(x)}, термы которого геометрически соответствуют элементам тотального пространства расслоения.
Равенство термов одного и того же типа в гомотопической теории типов может быть либо равенством «по определению» ({\displaystyle a_{1}:=a_{2}}), либо пропозициональным равенством. Равенство по определению влечёт пропозициональное равенство, но не наоборот. В общем случае, пропозициональное равенство термов {\displaystyle a_{1}} и {\displaystyle a_{2}} типа {\displaystyle A} представляется в виде непустого типа {\displaystyle {\mathsf {Id}}_{A}(a_{1},a_{2})}, который называют типом тождества; термы этого последнего типа — это пути вида {\displaystyle p:a_{1}\rightsquigarrow a_{2}} в пространстве {\displaystyle A}; тип тождества {\displaystyle {\mathsf {Id}}_{A}(a_{1},a_{2})}, таким образом, рассматривается как пространство путей (то есть непрерывных отображений единичного отрезка {\displaystyle \mathbb {I} } в {\displaystyle A}) из точки {\displaystyle a_{1}} в точку {\displaystyle a_{2}}.

### Аксиома унивалентности
Интуиционистская теория типов позволяет определить понятие эквивалентности типов (для типов принадлежащих одному универсуму) и построить каноническим образом функцию из типа тождества {\displaystyle A=B} в тип эквивалентности {\displaystyle A\simeq B}:
{\displaystyle (A=B)\to (A\simeq B)}.
Аксиома унивалентности, сформулированная Воеводским, утверждает, что эта функция также является эквивалентностью:
{\displaystyle (A=B)\simeq (A\simeq B)},
то есть, тип тождества двух данных типов эквивалентен типу эквивалентности этих типов. В случае если {\displaystyle A} и {\displaystyle B} — пропозициональные типы, аксиома имеет особенно прозрачный смысл и сводится к утверждению, который иногда называют принципом экстенсиональности Чёрча: равенство высказываний логически эквивалентно их логической эквивалентности; использование этого принципа означает, что во внимание принимаются только истинностные значения высказываний, но не их смысл. Следствием аксиомы является функциональная экстенсиональность, то есть утверждение о том, что функции, значения которых равны для всех равных значений их аргументов, равны между собой. Это свойство функций имеет важное значение в информатике.
Аксиома рассматривается некоторыми философами математики в качестве точной математической формулировки основного тезиса философии математического структурализма, которая опирается на распространённую практику математических рассуждений «с точностью до изоморфизма» или «с точностью до эквивалентности».

## Логика, множества, группоиды
Высказывание (mere proposition, «голое высказывание») в гомотопической теории типов определяется как тип {\displaystyle P}, который либо пуст, либо содержит единственный терм {\displaystyle p}; такие типы называются пропозициональными. Если тип {\displaystyle P} пуст, то соответствующее высказывание ложно, если {\displaystyle P} содержит терм {\displaystyle p} (символически — {\displaystyle p:P}), то соответствующее высказывание {\displaystyle P} истинно, а терм {\displaystyle p} рассматривается как его доказательство. Таким образом, в теории используется интуиционистская концепция истины, согласно которой истинность высказывания понимается как возможность предъявить доказательство этого высказывания.
Фрагмент гомотопической теории типов, который ограничивается операциями с пропозициональными типами, то есть с высказываниями, можно описать как логический фрагмент (логику) этой теории. Логическая дизъюнкция {\displaystyle A\vee B} соответствует в пропозициональном фрагменте типу-сумме {\displaystyle A+B}, конъюнкция {\displaystyle A\wedge B} — типу-произведению {\displaystyle A\times B}, импликация {\displaystyle A\Rightarrow B} — функциональному типу {\displaystyle A\to B}, отрицание {\displaystyle \lnot A} — типу {\displaystyle A\to \mathbf {0} }, где {\displaystyle \mathbf {0} } — это пустой тип (нуль-тип). Логика, соответствующая таким конструкциям, является вариантом интуиционистской логики, в частности, в ней не имеют места такие утверждения, как закон двойного отрицания или исключённого третьего.
Всякий тип {\displaystyle X}, который содержит два или больше различных термов {\displaystyle x,y,\dots } может быть поставлен в однозначное соответствие с пропозициональным типом, который получается в результате отождествления всех термов типа {\displaystyle X}, такая операция называется пропозициональным обрезанием (propositional truncation). Это позволяет провести различие между «пропозициональным уровнем» (уровнем высказываний) теории и гомотопической иерархии «высших» непропозициональных её уровней.
За уровнем высказываний следует уровень множеств. Множество в гомотопической теории типов определяется как пространство (тип) с дискретной топологией. Эквивалентно, множество {\displaystyle A} можно описать в теории как тип, такой что для любых его термов {\displaystyle a_{1},a_{2}:A} тип {\displaystyle {\mathsf {Id}}_{A}(a_{1},a_{2})} является высказыванием, то есть либо пуст (случай когда {\displaystyle a_{1}} и {\displaystyle a_{2}} — это различные элементы множества {\displaystyle A}), либо содержит единственный элемент (случай, когда {\displaystyle a_{1}} и {\displaystyle a_{2}} — это один и тот же элемент). Вслед за уровнем множеств идёт уровень группоидов (множество точек и множество путей между каждой парой точек), и уровни {\displaystyle n}-группоидов всех порядков.

## Библиотеки и реализации HoTT
Библиотеки HoTT — несколько проектов, ведущихся на GitHub (в том же репозитории, где и размещены исходные коды книги), в которых создаются формальные описания различных разделов математики средствами систем автоматического доказательства с использованием построений гомотопической теории типов.
В проекте Владимира Воеводского, названном «Библиотека унивалентных оснований», использовано специально разработанное минимальное безопасное подмножество Coq, обеспечивающее идеологическую чистоту и надёжность построений в согласовании с теорией. Проект HoTT ведётся стандартными средствами Coq, реализуется в рамках исследовательской программы Института перспективных исследований, и в целом следует книге, по состоянию на 2020 год в проекте участвуют 48 разработчиков, наиболее активные — Джейсон Гросс, Майкл Шульман, Али Каглаян и Андрей Бауэр. Также ведётся параллельный проект на языке Agda.
Существует несколько экспериментальных систем интерактивного доказательства, целиком основанных на HoTT: Arend, RedPRL, redtt, cooltt, а в Agda версии 2.6.0 добавлен так называемый «кубический режим», позволяющий полноценно использовать гомотопические типы.